# Дембожечка (гміна Посвентне)
Дембожечка (пол. Dęborzeczka) — село в Польщі, у гміні Посвентне Опочинського повіту Лодзинського воєводства.
Населення — 182 особи (2011).

## Демографія
Демографічна структура станом на 31 березня 2011 року:
|          | Загалом | Допрацездатний вік | Працездатний вік | Постпрацездатний вік |
| -------- | ------- | ------------------ | ---------------- | -------------------- |
| Чоловіки | 81      | 17                 | 52               | 12                   |
| Жінки    | 101     | 15                 | 55               | 31                   |
| Разом    | 182     | 32                 | 107              | 43                   |